# Roger Domenjoz
Roger Domenjoz (23 maggio 1923 – ...) è stato un cestista svizzero.

## Carriera
Con la Svizzera ha disputato le Olimpiadi di Helsinki 1952, segnando 4 punti in 2 partite.